# Фёдоровка (Бахмутский район)
Фёдоровка (укр. Федорівка) — село Соледарской городской общине Бахмутского района Донецкой области Украины.
Код КОАТУУ — 1420981008. Население по переписи 2001 года составляет 410 человек. Почтовый индекс — 84530. Телефонный код — 6274.